# Język cuicatec
Język cuicatec – język oto-mangueski używany przez około 12 tys. Indian Cuicateków w meksykańskim stanie Oaxaca, w dystrykcie Cuicatlán regionu Cañada. Wraz z mixtec i trique należy do grupy języków mixteckich.
Głównymi miastami, w których używa się cuicatec, są Tepeuxila oraz Teutila. Ethnologue rozpatruje dialekty z tych dwóch ośrodków jako dwa odrębne języki.
Nazwa jest egzonimem. Pochodzi z języa nahuatl i oznacza „mieszkaniec miejsca śpiewu”.
Rządowe radio regionalne XEOJN z San Lucas Ojitlán nadaje audycje w języku cuicatec.